# Права ЛГБТ в Австрії

Австрія на карті Європи

Положення з правами ЛГБТ в Австрії в останні роки покращилося. В країні були скасовані дискримінаційні закони (введені в 1971 році після декриміналізації одностатевих відносин) і введений інститут одностатевих громадянських партнерств, які станом на грудень 2017 року майже нарівні зі шлюбами.

## Правовий стан

### Передісторія
Кримінальний кодекс Йосифа II, який набрав чинності в 1787 році, скасував смертний вирок за сексуальні контакти між особами одної статі та замінив покарання на каторгу строком від одного до п'яти років (§ 71 і § 72). Кодекс Йосифа II мав силу до 1852 року, потім був введений новий Австрійський кримінальний кодекс.
Кримінальний кодекс 1852 року в параграфах 129 і 130 містив цілий перелік так званих злочинів, які класифікувалися як содомія. «Протиприродна розпуста з особами своєї статі» криміналізувалася в частині Ib параграфа 129 і поширювався як на чоловіків, так і на жінок.

§ 129. Злочинами вважаються і караються наступні види розпусти:

I. Протиприродна розпуста:

b) з особою тієї ж статі.
Оригінальний текст (нім.)
§ 129. Als Verbrechen werden auch nachstehende Arten der Unzucht bestraft:

I. Unzucht wider die Natur (...)

b) mit Personen desselben Geschlechtes.

Досить вільне формулювання тексту параграфа дозволяло суддям інтерпретувати його досить широко. В коментарях до даної статті містилися вказівки про застосування покарання у вигляді тюремного ув'язнення строком від одного до п'яти років, а у випадках застосування погроз і насильства — строком від п'яти до десяти років.

### Початок лібералізації
Одностатеві сексуальні контакти між повнолітніми особами однієї статі були декриміналізовані в Австрії в 1971 році. Однак, зі зняттям заборони на сексуальні контакти, в кримінальний кодекс були введені чотири нові параграфи, які стосувалися гомосексуалів.
Так, із введенням параграфа 220, заборонялась і каралась тюремним ув'язненням строком до 6 місяців «пропаганда розпусти між особами однієї статі», що фактично означало заборону на створення ЛГБТ-організацій і проведення просвітницької діяльності. Дана заборона була знята лише в 1997 році. Параграф 221, який проіснував до 1989 року, забороняв створення «організацій з метою підтримки одностатевої розпусти». До 1989 року також була криміналізована і гомосексуальна проституція (§ 210 КК). Крім того, вік сексуальної згоди для одностатевих контактів між чоловіками був піднятий до 18 років. Лише у 2002 році він був знижений. Гомосексуальна порнографія була дозволена у 2000 році.
| § 209. Одностатева розпуста з особами до 18 років Особи чоловічої статі, які досягли дев'ятнадцяти років і здійснили одностатеву розпусту з особою, яка досягла чотирнадцяти і не досягла вісімнадцяти років, карається позбавленням волі строком від шести місяців до п'яти років. Оригінальний текст (нім.) § 209. Gleichgeschlechtliche Unzucht mit Personen unter achtzehn Jahren. Eine Person männlichen Geschlechtes, die nach Vollendung des neunzehnten Lebensjahres mit einer Person, die das vierzehnte, aber noch nicht das achtzehnte Lebensjahr vollendet hat, gleichgeschlechtliche Unzucht treibt, ist mit Freiheitsstrafe von sechs Monaten bis zu fünf Jahren zu bestrafen. — Кримінальний кодекс Австрії, § 209 (відмінено 13.08.2002). (нім.) |

| § 220. Пропаганда розпусти з особами однієї статі або тваринами. Особа, яка за допомогою друкованої продукції або відеозображення, відкрито закликає до одностатевої розпусти або розпусти із тваринами чи виправдовує їх в будь-якій формі, придатній для пропозиції таких розпутних дій, якщо йому не загрожує більш серйозне покарання як учаснику цих дій, карається позбавленням волі строком до шести місяців або грошовим штрафом в розмірі 360 денних оплат праці. Оригінальний текст (нім.) § 220. Werbung für Unzucht mit Personen des gleichen Geschlechtes oder mit Tieren. Wer in einem Druckwerk, in einem Laufbild oder sonst öffentlich zur gleichgeschlechtlichen Unzucht oder zur Unzucht mit Tieren auffordert oder sie in einer Art gutheißt, die geeignet ist, solche Unzuchtshandlungen nahezulegen, ist, sofern er nicht als an der Unzuchtshandlung Beteiligter (§ 12) mit strengerer Strafe bedroht ist, mit Freiheitsstrafe bis zu sechs Monaten oder mit Geldstrafe bis zu 360 Tagessätzen zu bestrafen. — Кримінальний кодекс Австрії, § 220 (відмінено 28.02.1997). (нім.) |

| § 221. Об’єднання з метою підтримки одностатевої розпусти. Особи, які заснували об’єднання великої кількості осіб, метою якого (навіть якщо не його виключною метою) є підтримка одностатевої роспусти, і вона може викликати громадське обуреня, а також особи, які є членамм такого об’єднання чи особи, які закликають до вступу в нього, караються позбавленням волі строком до шести місяців або грошовим штрафом в розмірі 360 денних оплат праці. Оригінальний текст (нім.) § 221. Verbindungen zur Begünstigung gleichgeschlechtlicher Unzucht. Wer eine Verbindung einer größeren Zahl von Personen gründet, deren wenn auch nicht ausschließlicher Zweck es ist, gleichgeschlechtliche Unzucht zu begünstigen, und die geeignet ist, öffentliches Ärgernis zu erregen, ferner, wer einer solchen Verbindung als Mitglied angehört oder für sie Mitglieder wirbt, ist mit Freiheitsstrafe bis zu sechs Monaten oder mit Geldstrafe bis zu 360 Tagessätzen zu bestrafen. — Кримінальний кодекс Австрії, § 221 (відмінено 28.02.1997). (нім.) |

Існування подібних кримінальних статей сприяло тому, що, на відміну від інших країн, в 1970—1980-х роках в Австрії був майже відсутній будь-який ЛГБТ-рух, який зародився лише наприкінці 1980-х — поч. 1990-х рр..

### Одностатеві шлюби
З 2010 року в Австрії реєструються одностатеві громадянські партнерства. До грудня 2017 року вони повністю прирівняні до шлюбів (винятком є те, що шлюби та партнерства реєструють в різних органах). 5 грудня 2017 року Конституційний суд Австрії прийняв постанову, яка з 2019 року легалізує одностатеві шлюби в Австрії. Національна влада Австрії повинна до кінця 2018 року ухвалити відповідні закони.